# A Drunkard's Son
A Drunkard's Son è un cortometraggio muto del 1909 diretto da Lewin Fitzhamon.

## Trama
Dei malfattori vogliono rapire una ragazza, figlia di un banchiere, ma il progetto va a monte grazie all'intervento del figlio del capo gang. Per dimostrargli gratitudine, il banchiere assume il giovanotto ma la banda criminale lo sequestra.

## Produzione
Il film fu prodotto dalla Hepworth.

## Distribuzione
Distribuito dalla Hepworth, il film - un cortometraggio di 190 metri - uscì nelle sale cinematografiche britanniche nell'ottobre 1909.
Si conoscono pochi dati del film che, prodotto dalla Hepworth, fu distrutto nel 1924 dallo stesso produttore, Cecil M. Hepworth. Fallito, in gravissime difficoltà finanziarie, il produttore pensò in questo modo di poter almeno recuperare il nitrato d'argento della pellicola.